# Delta Nemna
Delta Nemna je območje izliva reke Nemen v Baltsko morje, ki se nahaja v Litvi. Pred spremembami meje po drugi svetovni vojni so jo v nemščini poznali kot Memel Niederung, saj so Nemen stoletja v nemščini imenovali Memel.
Ko doseže Baltsko morje, se reka Nemen razcepi v labirint rečnih vej in kanalov, ki tvorijo poldre in mokrišča, zaradi katerih je zelo privlačna točka za ekoturizem. Štirje glavni rečni rokavi so Atmata, Pakalnė, Skirvytė in Gilija. V središču delte je največji otok v Litvi, otok Rusnė (5 km²) in istoimenska vas. Čeprav gre za največje naselje v delti, šteje le okoli 2500 prebivalcev.

## Delta
Mokrišča delte Nemna veljajo za svetovno pomembna in so zaščitena v skladu z Ramsarsko konvencijo. Za zaščito divjadi delte in olajšanje raziskovanja je bil leta 1992 ustanovljen Regionalni park Delte Nemna. Park pokriva 239,5 km² in vsebuje 14 naravnih rezervatov ter eno akumulacijsko jezero. Približno 20 % površine pokriva voda. Od leta 1999 Litovsko ornitološko društvo in uprava regionalnega parka Delte Nemna vsak oktober organizirata štetje ptic. Štetje ptic je odprt, mednaroden in neprofesionalen poskus, da bi odkrili čim več vrst ptic. Štetje ptic pomaga pri ugotavljanju okoljskih nevarnosti za dobrobit ptic ali, nasprotno, pri ocenjevanju rezultatov pobud za varstvo okolja, katerih namen je zagotoviti preživetje ogroženih vrst ali spodbuditi vzrejo vrst iz estetskih ali ekoloških razlogov. Delta je vsako leto poplavljena, največ nevarnosti pa predstavljajo onesnaževanje, kmetijstvo, ribiška industrija in turizem.
Delta gosti veliko redkih vrst ptic v spomladanski gnezditveni sezoni (skupno število vrst je okoli 200; približno 40 vrst je vpisanih v litovski Rdeči seznam ogroženih vrst). Je tudi najpomembnejše zbiralno mesto za ptice selivke v Litvi. Skozi to območje vsako leto potuje na milijone ptic in na stotine vrst, vključno z nekaterimi mednarodno ogroženimi vrstami: belorepec, belolična gos, žerjav, spremenljivi prodnik in povodna trstnica. Glavne raziskovalne zmogljivosti se nahajajo na rtu Ventė (litovsko Ventės ragas, včasih imenovan tudi polotok Ventė). Eno prvih postaj za obročkanje ptic v Evropi je tam leta 1929 ustanovil litovski zoolog Tadas Ivanauskas. Ugotovili so, da so ptice, obročkane na rtu, migrirale v Iran, Egipt in celo v Republiko Južno Afriko.
Najbolj pogosti sesalci, ki jih najdemo v delti, so lisica, bober, los, divja svinja in vidra.

Še ena posebnost delte je jezero Krokų Lanka (v bližini razcepa reke Nemen), ki je nastalo, ko jo je izliv reke ločil od kurske lagune. Je največje jezero v regiji delte, ki obsega 7,93 km² in je edino jezero morskega izvora v Litvi.

### Kursenieki
Medtem ko so danes Kursenieki, znani tudi kot Kuršininkai, skoraj izumrla baltska etnična skupina, ki živi vzdolž Kurske kose, se je leta 1649 območje njihove naselitve razprostiralo od Memelja (Klajpede) do Danziga (Gdanska). Kuršininkaije so na koncu asimilirali Nemci, razen ob Kurski kosi, kjer nekateri še vedno živijo. Kuršininkai so veljali za Latvijce po prvi svetovni vojni, ko se je Latvija osamosvojila od Ruskega cesarstva, upoštevaje jezikovne argumente. To je bila utemeljitev latvijskih zahtev nad Kursko koso, Memelom in drugimi ozemlji Vzhodne Prusije, ki so jih kasneje opustili.

## Zemljevidi
- Zemljevid Regionalnega parka Delte Nemna
- Zemljevid delte Nemna
- Koordinati delte Nemen so 55°18′00″N 21°00′00″E / 55.30000°N 21.00000°E